# Wapen van het Ottomaanse Rijk

Het wapen van het Ottomaanse Rijk

Het  officiële wapen van het Ottomaanse Rijk is aangenomen aan het einde van de 19e eeuw. Op 17 april 1882 werd de definitieve versie door sultan Abdülhamit II aangenomen. Tot die tijd fungeerden de monogrammen van de sultans als wapens. Een dergelijk monogram werd een tughra genoemd. 
In het wapen staan ook twee vlaggen: Anatolië en de andere Aziatische eyaleten (rood met een halve maan en een ster) en die van Roemelië welke groen is met daarop drie halve manen.
Sommige elementen komen ook terug in het embleem van Turkije, waaronder de centrale ovaal en de halve maan met ster. 